# Іван Селеньї
Іван Селеньї (також Селені, угор. Szelényi Iván, 17 квітня 1938, Будапешт) — угорсько-американський соціолог, почесний професор та декан факультету соціальних наук Нью-Йоркського університету в Абу-Дабі. Спеціалізується на проблематиці глобальних нерівностей, постсоціалістичних трансформацій у країнах Центрально-Східної Європи та проблемах сучасного капіталізму. Його праця «Побудова капіталізму без капіталістів» (Making Capitalism Without Capitalists: The New Ruling Elites in Eastern Europe), написана у співавторстві, є одним із найвідоміших досліджень класоутворення у постсоціалістичних суспільствах при переході до капіталізму.

## Життєпис
Навчався на факультеті зовнішньої торгівлі в Університеті економічних наук імені Карла Маркса в Будапешті, який закінчив у 1960 р. Після закінчення працював в Центральному статистичному управлінні Угорщини. Отримав стипендію Форда і навчався в Університеті Каліфорнії в Берклі протягом одного року. Після повернення був науковим співробітником Інституту соціології Угорської Академії наук, де в 1973 році отримав звання кандидат наук. У 1974 році стенограма книги «Інтелектуали на шляху до класової влади», яку він написав із колегою Дьордем Конрадом, була вивезена з Угорщини. Книга містила критичну оцінку суспільств «реального соціалізму». Після цього, Селеньї був заарештований, а потім висланий з Угорщини і позбавлений свого громадянства.
У 1975 році він був запрошеним професором-дослідником в Університеті Кенту. Через рік був запрошений до Університету Фліндерс Південної Австралії, де був Фонд професором соціології та завідувачем кафедрою до 1980 р. У 1981 р. перейшов в Університет Вісконсин-Медісон, де був професором соціології протягом п'яти років. Після цього його призначили заслуженим професором соціології, директором Центру соціальних досліджень і виконавчим директором Програми соціології міського університету Нью-Йорка. З 1988 по 1999 рік працював професором соціології Каліфорнійського університету (в 1992-1995 рр. був завідувачем кафедри). У 1999 році був призначений професором соціології і професором політології в Єльському університеті. У 2010 році став деканом соціальних наук Нью-Йоркського університету Абу-Дабі.
Після політичних змін в Угорщині, його громадянство було відновлено. 1990 року отримав ступінь доктора наук і став членом-кореспондентом Академії наук Угорщини. У 2006 р. він отримав вищу державну нагороду за наукову роботу, а через два роки він став почесним громадянин Будапешта. Крім того, він був обраний членом Американської академії мистецтв і наук у 2000 році.
Є батьком трьох дітей: його старша дочка, Сонжа Селеньї (Szonja Szelényi, зараз має прізвище Ivester), викладає соціологію в Університеті Каліфорнії, Берклі, молодша дочка Лілла Селеньї є суддею в Окленді, штат Каліфорнія, а син Балаж (Balázs) викладає історію в Бостонському коледжі.

## Праці
- Ladányi, János; Szelényi, Iván. Patterns of Exclusion: Constructing Gypsy Ethnicity and the Making of an Underclass in Transitional Societies of Europe. — New York: East European Monographs, 2006. ISBN 0880335742.
- King, Lawrence Peter; Szelényi, Iván. Theories Of The New Class: Intellectuals And Power. Contradictions of Modernity. — Minneapolis: University of Minnesota Press, 2004. ISBN 081664344X.
- Eyal, Gil; Szelényi, Iván; Townsley, Eleanor . Making Capitalism Without Capitalists: The New Ruling Elites in Eastern Europe. — London: Verso, 1998.
  - Иван Селеньи, Гил Эял, Элеанор Тоунсли. Построение капитализма без капиталистов. Образование классов и борьба элит в посткоммунистической Центральной Европе / пер. с англ. И. Беляевой; отв ред. О. Куценко. — К.: Ин-т социол. НАН Украины, 2008. — 320 с. ISBN 978-966-02-4993-6
- Szelényi, Iván. Socialist Entrepreneurs: Embourgeoisement in Rural Hungary. — Madison: University of Wisconsin Press, 1988. ISBN 0299113647.
- Szelényi, Iván. Urban Inequalities Under State Socialism. — New York: Oxford University Press, 1983. ISBN 0198771762.
- Konrád, György; Szelényi, Iván. The Intellectuals on the Road to Class Power: A Sociological Study of the Role of the Intelligentsia in Socialism. — San Diego: Harcourt Brace Jovanovich, 1979. ISBN 0151778604.